# Henrik Wergeland

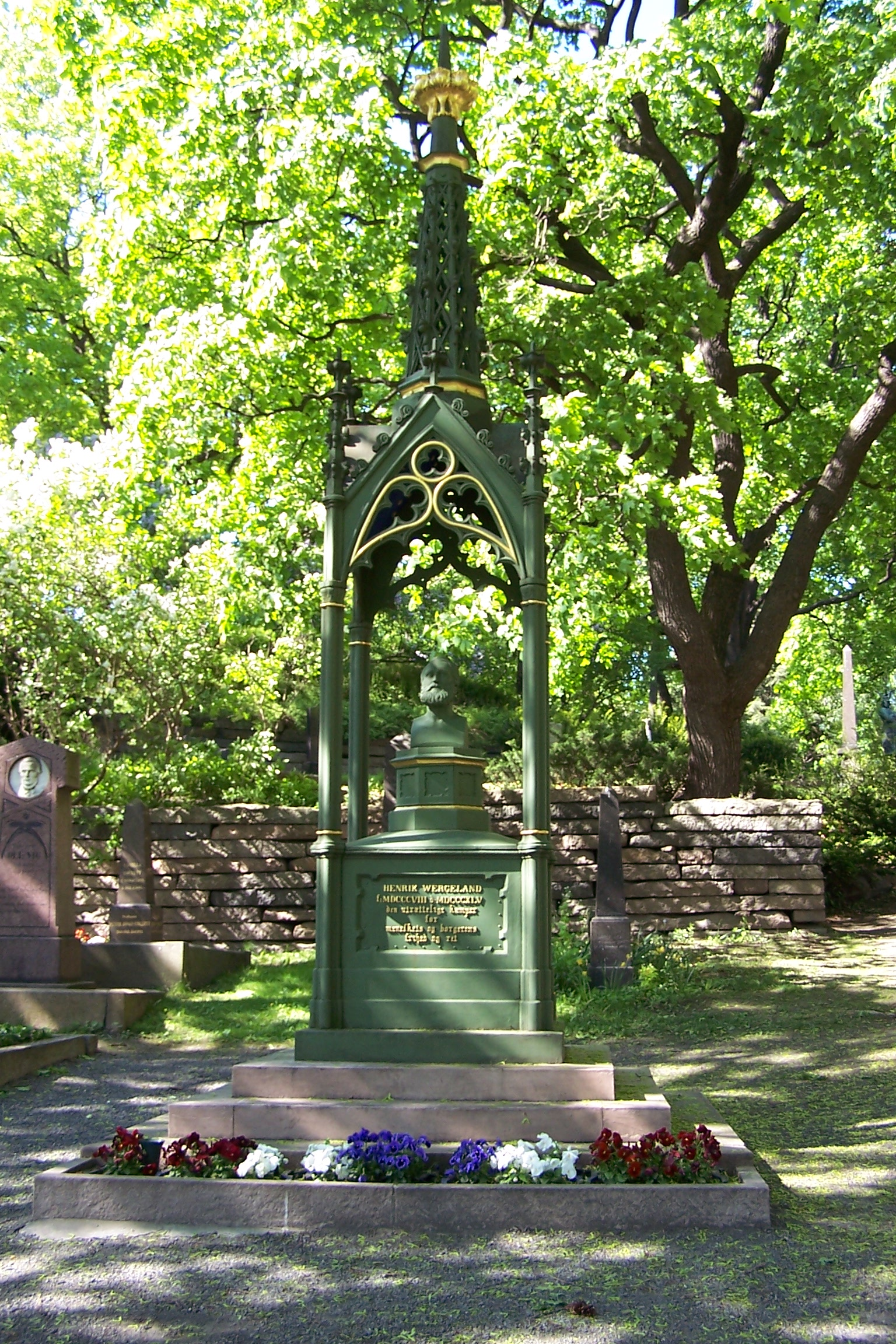
Wergelands grav i Oslo.

Henrik Arnold Thaulow Wergeland, född i Kristiansand 17 juni 1808, död 12 juli 1845 i Oslo, var en norsk författare.

## Biografi
Wergeland var det äldsta barnet till Nicolai Wergeland och Alette Dorothea, född Thaulow. I dopattesten är hans namn Henrich Arnold Verge Land, men senare började familjen att använda namnet Wergeland.
År 1817, strax efter Wergeland fyllde nio år flyttade familjen från Kristiansand till Eidsvold där hans far skulle arbeta sig som pastor. Under uppväxten i Eidsvold stärktes hans intresse för det konstitutionella arbete i riksdagens möte 1814 där hans far, som en av ledamöterna från Eidsvold, hade deltagit i författningskommittén. Wergeland kom därmed att kalla sig "konstitutionens sex år äldre bror" och var alla dagar knuten till sin hemby, där "Norra Frihed" föddes. Han fick utbildning hemma i prästgården och katedralskolan i Kristiania.
Wergeland var aktiv inom flera samhällsområden i Norge efter 1814. Det handlade mycket om allmän utbildning och vård. Hans bidrag till den nya staten var främst av nationalistisk natur, mycket passionerad och ibland kontroversiell. Dessutom engagerade han sig för förtryckta människor i andra delar av världen, såsom de växande nationella rörelserna i Polen, Irland och Brasilien. Han tog också parti för Indien mot Storbritanniens kolonialism. Som person kunde han vara oförutsägbar, något som förstärktes genom hans växande alkoholism. 
Henrik Wergeland var engagerad i att upphäva den så kallade judeparagrafen, som förbjöd judar från att komma till Norge. I sina dikter "Jöden" (1842) och "Jödinden" (1844) gav han uttryck för sina känslor gentemot judarna. Sina mera praktiska synpunkter i frågan utvecklade han i en skrift riktad till Norges storting. Wergeland omfattade tanken på att judarna i Norge skulle kunna bidra till ett ökat välstånd genom både kapital och arbete. Resultatet av hans ansträngningar blev att stortinget år 1851 upphävde förbudet mot judisk invandring till Norge och i gengäld gav dem samma rättigheter som norrmän, däribland även rätten att delta i ståndsrepresentationen. Wergeland fick själv inte uppleva denna reform men då han dog höll judarna i Sverige en särskild sorgehögtid till hans minne. Efter en insamling bland judar i Europa restes en minnesvård på hans grav 1857.
Henrik Wergeland ansåg att Norges skriftspråk skulle förnorskas. Han var Norges förste riksarkivarie från 1841 till sin död. 
Hans grav återfinns på Vår Frelsers gravlund i Oslo.
Wergeland var äldste sonen till prästen Nikolai Wergeland (1780–1848), som var med och förklarade Norge självständigt i Eidsvoll 1814.

## Eftermäle
Nedslagskratern Wergeland på planeten Merkurius är uppkallad efter honom.